# Carcharhinus humani
Carcharhinus humani is een vissensoort uit de familie van de Requiemhaaien (Carcharhinidae). De wetenschappelijke naam van de soort is voor het eerst geldig gepubliceerd in 2014 door White & Weigmann.